# Enquerentes
Enquerentes (llamada oficialmente San Miguel de Enquerentes) es una parroquia española del municipio de Touro, en la provincia de La Coruña, Galicia.

## Entidad de población
Entidad de población que forma parte de la parroquia:
- Quintás (As Quintás)

## Demografía
| Gráfica de evolución demográfica de Enquerentes entre 2000 y 2019 |
|                                                                   |
| Datos según el nomenclátor publicado por el INE.                  |